# Clidemia
Clidemia en un género con alrededor de 450 especies de plantas de  perteneciente a la familia Melastomataceae.  Comprende 390 especies descritas y de estas, solo 153 aceptadas.
La especie más conocida es Clidemia hirta.

## Descripción
Son hierbas o arbustos sufrutescentes, rara vez escandentes o epifíticos; ramitas variadamente pelosas, teretes a casi cuadradas o aplanadas con 2 bordes. Hojas cartáceas a subcoriáceas, (3-)5-7(-9)-nervias o (3-)5-9-plinervias, enteras a serruladas o denticuladas. Flores 4-8-meras, diplostémonas o rara vez pleostémonas, sésiles, subsésiles o cortamente pediceladas, típicamente en cimas o panículas multifloras, bracteadas, axilares o seudolaterales (por estar los brotes axilares traslapados) o en grupos congestos en las axilas foliares distales, o en los nudos de las ramitas por debajo de las hojas. Hipanto urceolado, campanulado o subgloboso, en ocasiones ligeramente acostillado; lobos del cáliz generalmente bien desarrollados y conspicuos, pero algunas veces ocultos por los dientes externos subulados a tuberculiformes. Pétalos típicamente oblongos a obovados, blancos o rosados. Estambres isomorfos, rara vez alternadamente desiguales ligeramente; anteras oblongas a subuladas con un poro terminal único, el conectivo típicamente simple, no prolongado o sólo ligeramente prolongado, en su mayoría no apendiculado pero algunas veces con un espolón dorsibasal deflexo. Estigma puntiforme a subtruncado o sólo ligeramente expandido. Ovario (2-)3-6(-10)-locular, parcial a completamente ínfero (rara vez súpero). Fruto abayado; semillas ovoides a piriformes o piramidales, en su mayoría granuladas a tuberculadas variando a lisas o ruminadas.

## Taxonomía
El género fue descrito por David Don y publicado en Memoirs of the Wernerian Natural History Society 4: 284, 306–307. 1823. La especie tipo es: Clidemia neglecta D. Don.

## Especies
- Lista de especies de Clidemia